# Ceylalictus grandior
Ceylalictus grandior är en biart som beskrevs av Pesenko, Pauly och Laroche 2002. Ceylalictus grandior ingår i släktet Ceylalictus och familjen vägbin. Inga underarter finns listade i Catalogue of Life.